# Capo Lopatka
Capo Lopatka (in russo мыс Лопатка) è il punto più meridionale della penisola di Kamčatka, in Russia. Nomi precedenti sono stati: Kamčatskaja lopatka (Камчатская лопатка), Kamčadal'skij Nos (Камчадальский Нос), Južnyj ugol (Южный угол) e Kapury (Капуры) nella lingua ainu. Amministrativamente è situato nell'Elizovskij rajon del Territorio della Kamčatka.
Capo Lopatka si affaccia sul mare di Ochotsk; si trova circa 11 km a nord di Šumšu, la più settentrionale delle isole Curili, situata al di là dello stretto Pervyj Kuril'skij (Первый Курильский пролив).
A capo Lopatka c'è un faro alto 29 m e vi si trova la località rurale di Semenovka. Anticamente era il confine meridionale degli insediamenti Itelmeni, popolazione indigena della Kamčatka.

## Storia
Nel 1737, a capo Lopatka si registrò il maggior tsunami della storia, con onde alte 64 m che sconvolsero la penisola.
Una descrizione di capo Lopatka è stata fatta da Stepan Petrovič Krašeninnikov nel 1755 (Описание земли Камчатки, Opisanie zemli Kamčatki).